# فيل هاثورن
فيل هاثورن (بالإنجليزية: Phil Hawthorne)‏ هو لاعب اتحاد الرغبي نيوزيلندي، ولد في أكتوبر 1943 في نيوكاسل في أستراليا، وتوفي بنفس المكان في 1994.

## وصلات خارجية
- فيل هاثورن عل موقع إسبنسكروم (الإنجليزية)